# Willie Ormond
William Esplin Ormond (Falkirk, 23 febbraio 1927 – 4 maggio 1984) è stato un allenatore di calcio e calciatore scozzese, di ruolo attaccante.

## Palmarès

### Club

#### Competizioni nazionali
- Campionato scozzese: 3

Hibernian: 1947-1948, 1950-1951, 1951-1952